# Primera batalla de Montaigu (1793)
```
La 
primera batalla de Montaigu
 té lloc durant la guerra inicial de la 
Revolta de La Vendée
. Després de prendre Legé sense lluita, els republicans es van trobar amb els Vendeans a Montaigu el 
16 de setembre
 de 1793 i els van derrotar. Després agafen Clisson l'endemà.
```

## Presa de Legé pels republicans
El 14 de setembre, els republicans de l'exèrcit de Mainz i l'exèrcit de la costa de Brest van continuar el seu èxit a Vendée. Couëtus va ser colpejat el dia anterior, a prop de Saint-Jean-de-Corcoué, mentre que Lyrot va ser empès cap a Les Sorinières per Beysser, que llavors va ocupar Machecoul. Milers de refugiats convergeixen a Legé, seu de la Vendée del general Charette. Sap que es troba en desavantatge pel desordre i el pànic que han guanyat civils i molts soldats. A la matinada del 14 de setembre, amb els republicans que s'acosten, pretén acceptar la lluita i desplega la seva cavalleria. Va cobrir la fugida de la seva infanteria i civils mentre els republicans prenien posició, després es va retirar al seu torn, deixant Legé totalment abandonat. La divisió del general Kléber va ser la primera a entrar a la ciutat i va alliberar 1.200 presos patriotes, militars i civils que hi eren empresonats. El general Beysser arriba poc després i les seves tropes saquegen la ciutat.

## Procés
Els republicans marxen en tres columnes per atacar Montaigu. La primera, comandada pel general Aubert-Dubayet, parteix de Rocheservière. El segon, sota les ordres de Kléber, el va flanquejar cap a l'esquerra, partint de Remouillé. Al flanc dret, la tercera columna comandada per Beysser, de 6.000 punts, ha de sortir de Mormaison.
El vespre del 15 de setembre, la columna de Beysser va arribar per primera vegada a la vista de Montaigu. La lluita comença l'endemà al matí malgrat les fortes pluges. Els Vendeans van a trobar-se amb els republicans i el tiroteig comença a prop del poble de Saint-Georges-de-Montaigu. Els bel·ligerants xoquen durant diverses hores en un combat d'escaramusses.
Per la seva banda, després de sortir de Remouillé a les set del matí, Kléber es va endarrerir per un accident al seu tren d'artilleria, però al seu torn va arribar a Montaigu1. La visió d'aquesta segona columna provoca pànic entre els vendeans que es dissolen en direcció a Clisson. Llavors, la cavalleria de Boüin de Marigny va emprendre la seva persecució i va tallar molts fugitius.
Kléber té intenció d'aprofitar-se de la derrota i demana autorització al representant Turreau per cobrar per Clisson. Tot i l'opinió favorable del representant, es va topar amb el general Beysser, que considerava que les seves tropes restaven massa esgotades per continuar la marxa. Els republicans van romandre llavors a Montaigu i la ciutat, abandonada pels seus habitants, va ser saquejada per les tropes republicanes. Segons les memòries de Kléber, el mateix general Beysser hi va participar.
Al vespre, la columna de Beysser restava a Montaigu, mentre que la de Kléber tornava a Remouillé i la de Dubayet, que no havia vist la lluita, retornava a Rocheservière.

## Pèrdues
Per als republicans, les pèrdues són força baixes. A les seves memòries, Kléber escriu que la seva columna només va perdre un oficial mort i quatre homes ferits, inclòs un oficial. Les pèrdues de Beysser són majors, la seva columna ha lluitat més temps. L'oficial de Vendée, Pierre-Suzanne Lucas de La Championnière, esmenta notablement a les seves memòries l'acció d'una dotzena d'hússars, assassinats després d'haver-se llançat al centre de l'exèrcit reialista.
Per la banda de la Vendée, les pèrdues són molt més pesades, sobretot després de la derrota. Kléber escriu que va veure el suburbi de Montaigu "ple de cadàvers dels rebels1". Segons Lucas de La Championnière, almenys 600 homes "van caure sota el ferro dels genets".
Segons l'almanac històric de 1793, el combat va deixar 7 morts i 50 ferits entre els republicans i 1.500 morts entre "els bandolers".

## Captura de Clisson pels republicans
L'endemà, el 17 de setembre, les brigades de Kléber i Beaupuy van sortir cap a Clisson que va ser presa sense lluita; els republicans només hi van trobar algunes dones que els van aclamar.